# 豊村 (福井県)
豊村（ゆたかむら）は福井県丹生郡にあった村。現在の鯖江市の南西端、日野川左岸にあたる。
本項では発足時の名称である岡山村（おかやまむら）についても述べる。

## 地理
- 山岳：三床山
- 河川：日野川

## 歴史
- 1889年（明治22年）4月1日 - 町村制の施行により、丹生郡和田村、石生谷村、下野田村、上野田村、漆原村、当田村、鳥井村、下司村、下氏家村及び上氏家村の区域をもって、丹生郡岡山村が発足する。
- 1891年（明治24年）9月1日 - 丹生郡岡山村が名称を変更して、丹生郡豊村となる。
- 1955年（昭和30年）1月15日 - 今立郡鯖江町、神明町、片上村、中河村、丹生郡立待村、吉川村及び豊村が合併して、鯖江市が発足する。

## 村長
岡山村
- 初代 丹尾頼馬（1889年 - ）